# Golden Globe-díj a legjobb eredeti filmzenének
A legjobb eredeti filmzenének járó Golden Globe-díjat 1948 óta osztják ki a Hollywoodi Külföldi Tudósítók Szövetsége jóvoltából. 1954 és 1960 között nem osztottak ki díjat ebben a kategóriában.

## A győztesek
- 1948 – Élet apával – Max Steiner
- 1949 – Piros cipellők – Brian Easdale
- 1950 – A főfelügyelő – Johnny Green
- 1951 – Alkony sugárút – Franz Waxman
- 1952 – September Affair – Victor Young
- 1953 – Délidő – Dimitri Tiomkin
- 1961 – Alamo – Dimitri Tiomkin
- 1962 – Navarone ágyúi – Dimitri Tiomkin
- 1963 – Ne bántsátok a feketerigót! – Elmer Bernstein
- 1965 – A Római Birodalom bukása – Dimitri Tiomkin
- 1966 – Doktor Zsivágó – Maurice Jarre
- 1967 – Hawaii – Elmer Bernstein
- 1968 – Camelot – Frederick Loewe
- 1969 – A halász cipője – Alex North
- 1970 – Butch Cassidy és a Sundance kölyök – Burt Bacharach
- 1971 – Love Story – Francis Lai
- 1972 – Shaft – Isaac Hayes
- 1973 – A Keresztapa – Nino Rota
- 1974 – Jonathan, a sirály – Neil Diamond
- 1975 – A kis herceg – Alan Jay Lerner – Frederick Loewe
- 1976 – A cápa – John Williams
- 1977 – Csillag születik – Paul Williams és Kenny Ascher
- 1978 – Csillagok háborúja IV: Egy új remény – John Williams
- 1979 – Éjféli expressz – Giorgio Moroder
- 1980 – Apokalipszis most – Carmine Coppola – Francis Ford Coppola
- 1981 – A kaszkadőr – Dominic Frontiere
- 1983 – E. T., a földönkívüli – John Williams
- 1984 – Flashdance – Giorgio Moroder
- 1985 – Út Indiába – Maurice Jarre
- 1986 – Távol Afrikától – John Barry
- 1987 – A misszió – Ennio Morricone
- 1988 – Az utolsó császár – Szakamoto Rjúicsi, David Byrne és Cong Su
- 1989 – Gorillák a ködben – Maurice Jarre
- 1990 – A kis hableány – Alan Menken
- 1991 – Oltalmazó ég – Szakamoto Rjúicsi – Richard Horowitz
- 1992 – A szépség és a szörnyeteg – Alan Menken
- 1993 – Aladdin – Alan Menken
- 1994 – Ég és föld – Kitaró
- 1995 – Az oroszlánkirály – Hans Zimmer
- 1996 – Pár lépés a mennyország – Maurice Jarre
- 1997 – Az angol beteg – Gabriel Yared
- 1998 – Titanic – James Horner
- 1999 – Truman Show – Burkhard von Dallwitz – Philip Glass
- 2000 – Az óceánjáró zongorista legendája – Ennio Morricone
- 2001 – Gladiátor – Hans Zimmer – Lisa Gerrard
- 2002 – Moulin Rouge! – Craig Armstrong
- 2003 – Frida – Elliot Goldenthal
- 2004 – A Gyűrűk Ura: A király visszatér – Howard Shore
- 2005 – Aviátor – Howard Shore
- 2006 – Egy gésa emlékiratai – John Williams
- 2007 – Színes fátyol – Alexandre Desplat
- 2008 – Vágy és vezeklés – Dario Marianelli
- 2009 – Gettómilliomos – A. R. Rahman
- 2010 – Fel – Michael Giacchino
- 2011 – Social Network – A közösségi háló – Trent Reznor és Atticus Ross
- 2012 – The Artist – A némafilmes – Ludovic Bource
- 2013 – Pi élete – Mychael Danna
- 2014 – Minden odavan – Alex Ebert
- 2015 – A mindenség elmélete – Jóhann Jóhannsson
- 2016 – Aljas nyolcas – Ennio Morricone
- 2017 – Kaliforniai álom – Justin Hurwitz
- 2018 – A víz érintése – Alexandre Desplat
- 2019 – Az első ember – Justin Hurwitz
- 2020 – Joker – Hildur Guðnadóttir
- 2021 – Lelki ismeretek – Trent Reznor, Atticus Ross és Jon Batiste
- 2022 – Dűne – Hans Zimmer
- 2023 – Babylon – Justin Hurwitz
- 2024 – Oppenheimer – Ludwig Göransson
- 2025 – Challengers – Trent Reznor és Atticus Ross